# .th
.th je vrhovna internetska domena (country code top-level domain - ccTLD) za Tajland. Domenom upravlja THNIC.

## Vanjske poveznice
- IANA .th whois informacija  Arhivirana inačica izvorne stranice od 25. srpnja 2008. (Wayback Machine)